# Rubin Hebaj
Rubin Hebaj (Scutari, 30 luglio 1998) è un calciatore albanese, attaccante del Nasaf Qarshi.

## Carriera

### Club
Cresciuto nelle giovanili del Vllaznia, con cui debutta nella massima serie albanese nel 2016.
Il 1º luglio 2017 viene acquistato a titolo definitivo dalla squadra slovena del Domžale, con cui firma un contratto triennale con scadenza il 30 giugno 2020.

### Nazionale
Ha giocato nelle nazionali giovanili albanesi Under-17 ed Under-19.
Debutta con la maglia della nazionale albanese Under-21 il 12 giugno 2017 nella partita valida per le qualificazioni all'Europeo 2019, pareggiata per 0-0 contro l'Estonia.

## Statistiche

### Presenze e reti nei club
Statistiche aggiornate al 2 novembre 2022.
| Stagione        | Squadra          | Campionato      | Campionato | Campionato | Coppe nazionali | Coppe nazionali | Coppe nazionali | Coppe continentali | Coppe continentali | Coppe continentali | Altre coppe | Altre coppe | Altre coppe | Totale | Totale |
| Stagione        | Squadra          | Comp            | Pres       | Reti       | Comp            | Pres            | Reti            | Comp               | Pres               | Reti               | Comp        | Pres        | Reti        | Pres   | Reti   |
| --------------- | ---------------- | --------------- | ---------- | ---------- | --------------- | --------------- | --------------- | ------------------ | ------------------ | ------------------ | ----------- | ----------- | ----------- | ------ | ------ |
| ott. 2015-2016  | Vllaznia         | KS              | 0          | 0          | CA              | 1               | 0               | -                  | -                  | -                  | -           | -           | -           | 1      | 0      |
| 2016-2017       | Vllaznia         | KS              | 23         | 4          | CA              | 2               | 0               | -                  | -                  | -                  | -           | -           | -           | 25     | 4      |
| Totale Vllaznia | Totale Vllaznia  | Totale Vllaznia | 23         | 4          |                 | 3               | 0               |                    | -                  | -                  |             | -           | -           | 26     | 4      |
| 2017-2018       | Domžale          | 1. SNL          | 14         | 4          | CS              | 1               | 1               | UEL                | 0                  | 0                  | -           | -           | -           | 15     | 5      |
| 2018-2019       | Partizani Tirana | KS              | 21         | 4          | CA              | 4               | 4               | UEL                | -                  | -                  | -           | -           | -           | 25     | 8      |
| 2019-gen. 2020  | Vorskla          | PL              | 5          | 0          | CU              | 0               | 0               | -                  | -                  | -                  | -           | -           | -           | 5      | 0      |
| gen.-lug. 2020  | Teuta            | KS              | 15         | 2          | CA              | 6               | 0               | UEL                | -                  | -                  | -           | -           | -           | 21     | 2      |
| 2020-gen. 2021  | Teuta            | KS              | 11         | 1          | CA              | 1               | 0               | UEL                | 2                  | 1                  | SA          | 1           | 2           | 15     | 4      |
| gen.-giu. 2021  | Škendija         | PL              | 15         | 4          | CM              | 0               | 0               | UEL                | -                  | -                  | -           | -           | -           | 15     | 4      |
| 2021-gen. 2022  | Škendija         | PL              | 11         | 0          | CM              | 0               | 0               | UCL+UECL           | 2+2                | 0                  | -           | -           | -           | 15     | 0      |
| Totale Škendija | Totale Škendija  | Totale Škendija | 26         | 4          |                 | 0               | 0               |                    | 4                  | 0                  |             | -           | -           | 30     | 4      |
| gen.-giu. 2022  | Teuta            | KS              | 20         | 10         | CA              | 4               | 3               | UCL+UECL           | -                  | -                  | SA          | -           | -           | 24     | 13     |
| 2022-2023       | Teuta            | KS              | 11         | 1          | CA              | 2               | 1               | -                  | -                  | -                  | -           | -           | -           | 13     | 2      |
| Totale Teuta    | Totale Teuta     | Totale Teuta    | 57         | 14         |                 | 13              | 4               |                    | 2                  | 1                  |             | 1           | 2           | 73     | 19     |
| Totale carriera | Totale carriera  | Totale carriera | 146        | 30         |                 | 21              | 9               |                    | 6                  | 1                  |             | 1           | 2           | 174    | 42     |

### Cronologia presenze e reti in nazionale
| Cronologia completa delle presenze e delle reti in nazionale ― Albania under 21 | Cronologia completa delle presenze e delle reti in nazionale ― Albania under 21 | Cronologia completa delle presenze e delle reti in nazionale ― Albania under 21 | Cronologia completa delle presenze e delle reti in nazionale ― Albania under 21 | Cronologia completa delle presenze e delle reti in nazionale ― Albania under 21 | Cronologia completa delle presenze e delle reti in nazionale ― Albania under 21 | Cronologia completa delle presenze e delle reti in nazionale ― Albania under 21 | Cronologia completa delle presenze e delle reti in nazionale ― Albania under 21 |
| Data                                                                            | Città                                                                           | In casa                                                                         | Risultato                                                                       | Ospiti                                                                          | Competizione                                                                    | Reti                                                                            | Note                                                                            |
| ------------------------------------------------------------------------------- | ------------------------------------------------------------------------------- | ------------------------------------------------------------------------------- | ------------------------------------------------------------------------------- | ------------------------------------------------------------------------------- | ------------------------------------------------------------------------------- | ------------------------------------------------------------------------------- | ------------------------------------------------------------------------------- |
| 5-6-2017                                                                        | Tirana                                                                          | Albania under 21                                                                | 0 – 3                                                                           | Francia under 21                                                                | Amichevole                                                                      | -                                                                               | 52’                                                                             |
| 12-6-2017                                                                       | Elbasan                                                                         | Albania under 21                                                                | 0 – 0                                                                           | Estonia under 21                                                                | Qual. Europeo Under-21 2019                                                     | -                                                                               | 46’                                                                             |
| 31-8-2017                                                                       | Lurgan                                                                          | Irlanda del Nord under 21                                                       | 1 – 0                                                                           | Albania under 21                                                                | Qual. Europeo Under-21 2019                                                     | -                                                                               | 64’                                                                             |
| 10-10-2017                                                                      | Elbasan                                                                         | Albania under 21                                                                | 0 – 0                                                                           | Islanda under 21                                                                | Qual. Europeo Under-21 2019                                                     | -                                                                               | 81’                                                                             |
| 10-11-2017                                                                      | Tirana                                                                          | Albania under 21                                                                | 1 – 1                                                                           | Irlanda del Nord under 21                                                       | Qual. Europeo Under-21 2019                                                     | -                                                                               | 46’                                                                             |
| 28-5-2018                                                                       | Elbasan                                                                         | Albania under 21                                                                | 0 – 2                                                                           | Bosnia ed Erzegovina under 21                                                   | Amichevole                                                                      | -                                                                               |                                                                                 |
| 16-11-2018                                                                      | Elbasan                                                                         | Albania under 21                                                                | 2 – 0                                                                           | Malta under 21                                                                  | Amichevole                                                                      | 1                                                                               |                                                                                 |
| 19-11-2018                                                                      | Tirana                                                                          | Albania under 21                                                                | 3 – 2                                                                           | Malta under 21                                                                  | Amichevole                                                                      | 2                                                                               |                                                                                 |
| Totale                                                                          |                                                                                 | Presenze                                                                        | 8                                                                               |                                                                                 | Reti                                                                            | 3                                                                               |                                                                                 |

## Palmarès

### Club

#### Competizioni nazionali
- Campionato albanese: 1

Partizani Tirana: 2018-2019
- Coppa d'Albania: 1

Teuta: 2019-2020
- Supercoppa d'Albania: 1

Teuta: 2020
- Campionato macedone: 1

Škendija: 2020-2021
- Supercoppa dell'Uzbekistan: 1

Nasaf Qarshi: 2025